# Mühlenbarbek
Mühlenbarbek là một đô thị ở huyện Steinburg, bang Schleswig-Holstein, Đức. Đô thị này có diện tích 8,66 km², dân số thời điểm 31 tháng 12 năm 2006 là 335 người.